# Sarcophaga enderleini
Sarcophaga enderleini är en tvåvingeart som beskrevs av Jacentkovsky 1937. Sarcophaga enderleini ingår i släktet Sarcophaga och familjen köttflugor.
Artens utbredningsområde är Bulgarien. Inga underarter finns listade i Catalogue of Life.